# Тетрагидрофолат
Тетрагидрофолат — производное фолата.

## Биосинтез у человека
Тетрагидрофолат у человека образуется из дигидрофолата ферментом дигидрофолат редуктазой. Эта реакция ингибируется метотрексатом.
Тетрагидрофолат превращается в 5,10-метилентетрагидрофолат ферментом сериновой гидроксиметилитрансферазой.

## Биосинтез бактериями
Промежуточное соединение, 7,8-дигидроптероат, у бактерий синтезируется благодаря активности фермента дигидроптероат-синтазы (КФ 2.5.1.15). Этот фермент отсутствует у животных и человека. Поэтому для борьбы с бактериями широко применяют сульфаниламидные препараты, которые конкурентно ингибируют фермент, препятствуя связыванию с его активным центром нормального субстрата — пара-аминобензоата.

Дигидрофолат
5,10-Метилентетрагидрофолат

## Биологическая роль
Тетрагидрофолат — это кофермент, участвующий во многих реакциях, особенно при метаболизме аминокислот и нуклеиновых кислот. Является донором одноуглеродной группы. Получает атом углерода путём образования комплекса с формальдегидом, который образуется в других реакциях.
Недостаток тетрагидрофолата вызывает анемию.
Концентрация тетрагидрофолата снижается под действием лекарственного препарата (цитостатика) метотрексата, который используют для остановки синтеза нуклеотидов.